# Pied de chat des Carpates
Antennaria carpatica
Espèce
Classification phylogénétique
Le Pied de chat des Carpates, également appelé Antennaire des Carpates (Antennaria carpatica), est une espèce de plantes à fleurs du genre Antennaria et de la famille des Asteraceae, originaire des montagnes européennes.

## Description

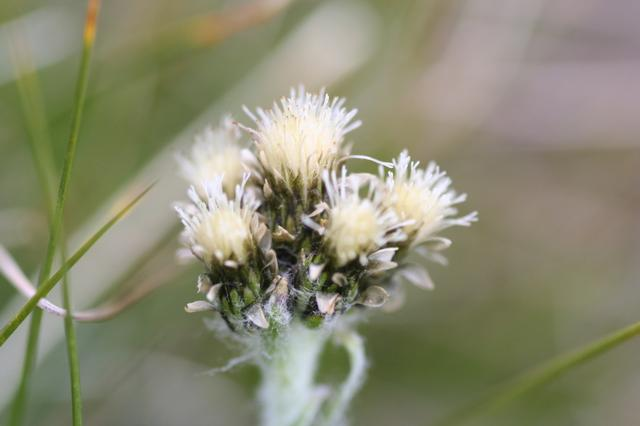
Capitules dAntennaria carpatica.

Le Pied de chat des Carpates est une plante vivace herbacée qui mesure de 10 à 20 cm de haut (exceptionnellement 25 cm). Contrairement au Pied de chat dioïque, il ne forme aucun stolon. Les feuilles, d'un vert clair laineux, sont fines, linéaires et petites. La plante forme une hampe florale non ramifiée, d'un blanc feutré laineux. De deux à six capitules se développent sur la tige. Cette plante dioïque a des fleurs mâles jaunes à blanches et des fleurs femelles tirant sur le rouge, le réceptacle du capitule étant constamment brunâtre. Elle fleurit de juillet à septembre.

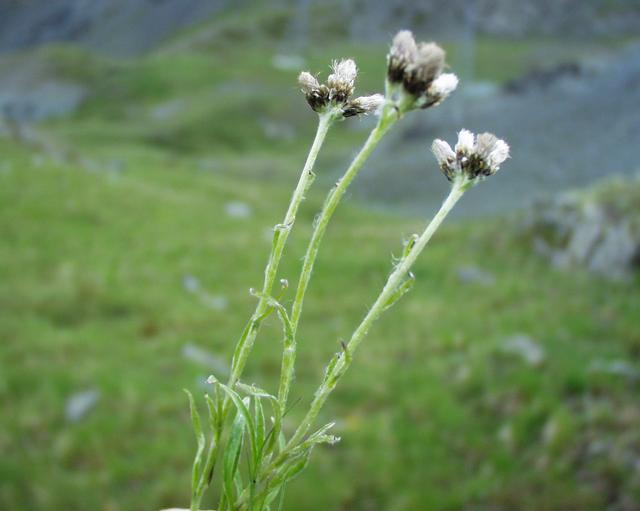
Antennaria carpatica.

## Écologie
Antennaria carpatica se développe en Europe dans les Alpes, les Pyrénées et les Carpates et atteint 1 400 à 3 200 m d'altitude. Elle affectionne les sols faiblement acides, les situations sèches exposées au vent (arêtes balayées par le vent et la neige).

### Liens externes

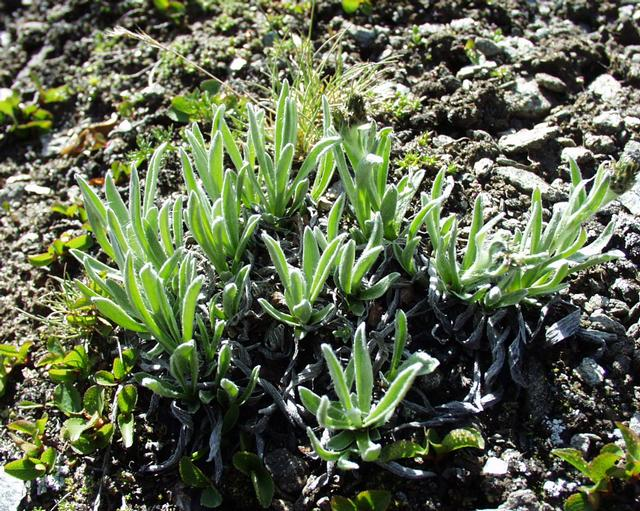
Rosettes dAntennaria carpatica.

## Synonyme
- Gnaphalium carpaticum Wahlenb.